# Byambajavyn Tsogt-Ochir
Byambajavyn Tsogt-Ochir (20 de noviembre de 2000) es un deportista mongol que compite en judo. Ganó una medalla de bronce en el Campeonato Asiático de Judo de 2024, en la categoría de –60 kg.

## Palmarés internacional
| Campeonato Asiático | Campeonato Asiático | Campeonato Asiático | Campeonato Asiático |
| Año                 | Lugar               | Medalla             | Categoría           |
| ------------------- | ------------------- | ------------------- | ------------------- |
| 2024                | Hong Kong (China)   | Medalla de bronce   | –60 kg              |